# Tommy Hamill
Thomas Hamill (1929. március 4. – 1996. március 28.) északír válogatott labdarúgó. 

## Pályafutása

### Klubcsapatban
1949 és 1962 között a Linfield csapatában játszott, melynek színeiben 7 alkalommal (1950, 1954, 1955, 1956, 1959, 1961, 1962) nyerte meg az északír bajnokságot és négy alkalommal (1950, 1953, 1960, 1962) szerezte meg csapatával az északír kupát. 

### A válogatottban
Beválogatták az 1958-as világbajnokságon szereplő északír válogatott keretébe, de végül nem utazott a csapattal Svédországba.

## Sikerei, díjai
Linfield FC
- Északír bajnok (7): 1949–50, 1953–54, 1954–55, 1955–56, 1958–59, 1960–61, 1961–62
- Északír kupagyőztes (4): 1949–50, 1952–53, 1959–60, 1961–62